# Leijel
Leijel är en svensk släkt som med fyra bröder och deras ättlingar naturaliserats som svensk adel i flera omgångar på samma namn. När de sista manliga medlemmarna flyttade till Storbritannien 1870-talet, utslocknade den svenska ätten på svärdssidan, och 1904 var den utdöd, även på spinnsidan.
Ätten Leijel kom från Skottland, där enligt Gabriel Anreps ättartavlor deras förfader Adam Lyell var amtman i Aberbrothock. Dennes son Patrick Lyell efterträdde fadern som amtman, och fick fyra söner med sin hustru Euphemia Symson som invandrade till Sverige, Jacob, David, Adam och Henrik Leijel. De fick 1655 ett bördsbrev från Skottland som angav att de hade adligt ursprung, uppger Anrep.

## Släktens ursprung
Släkten kommer av ätten Lyell of Murthill. John Lyell kom till Skottland från Northumberland år 1280. Hans son Hew Lyell ärvde landområdena kring Murthill och Kinalty av sin morfar, Malcom Ramsay of Auchterhouse. Arvet blev bekräftad av kung Robert II av Skottland år 1375.
Ätten härstammar från de Lisle som kom att uttalas och skrivas Lyel eller Lyell. Ättens stamgods var slottet Duchal från vilket stamfadern styrde ättens angelägenheter. Stamätten kom sedan att bli den adlade ätten Lyle.
Baldwin de Lisle anses vara ättens stamfader.

## Jacobs Leijels släktgren
Jacob Leijel (1612-1678) inkom 1638 med sina bröder till Stockholm där han var handelsman. Sedermera blev han brukspatron på Älvkarleby bruk och Harnäs bruk.
Första hustrun var dotter till Claes Edenberg. Hans andra hustru var Barbara Dress vars far var fransman och arrendator av Nora och Linde bergslager och modern var Elisabeth Schaeij från Holland. Genom sitt äktenskap kom Jacob Leijel i besittning av flera bruk, bland annat Rockhammar och Hammarby, Nora, vilka skulle ärvas inom ätten i århundraden.
Deras son Adam (1658–1729) naturaliserades som svensk adelsman med bibehållet namn år 1717 och introducerades 1719 på nummer 1533. Adam Leijel var brukspatron på Hammarby järnverk, Bröstorp och Norrby.
Han avled ogift och slöt sin ätt, och testamenterade en del av sin förmögenhet till ett stipendium vid Uppsala universitet. En del av sina pengar skänkte han också till upphjälpande av Hällefors silververk.
En son från första äktenskapet, Jacob Leijel d.y., grundade Vällnora i Knutby. En son till denne tillfångatogs i Poltava och slogs ihjäl i Tobolsk.

## Henrik Leijels släktgren
Henric Leijel (1627-1710) fick genom fordringar på Bengt Horn andelar i Ekebyholm säteri, där han var brukspatron liksom på Harnäs bruk. Han var gift med Juditha Rokes (1647–1705) vars far var handelsman i Lübeck. Sonen Adam Leijel var assessor i Bergskollegium, bergsråd och titulärlandshövding. Han naturaliserades som svensk adelsman år 1717 på sitt förutvarande namn, och introducerades 1719 på nummer 1531. Hans hustru, Hedvig Lucia Lohe, var dotter till brukspatron Lohe, varigenom bland annat Hällefors styckebruk och Fjällskäfte säteri kom i ättens ägo. Henric Lyell d.y., Henrics och Judithas son, flyttade till England och sålde alla sina egendomar i Sverige 1781. I England hade han ärvt några släktingars andelar i Engelska Ostindiska kompaniet. En syster till honom, Hedvig, gifte sig med Johan Wulfvenstjerna, och Anna med Lorens Jacob Adlerstedt. Därigenom utgick Henrik Leijels adliga ätt på svärdssidan i Sverige.

## Adam Leijels släktgren
Adam Leijel (1623-1686) skaffade sig en förmögenhet som handlande i Stockholm, och var gift med en dotter till Adam Radou. En av hans döttrar gifte sig med Johan Laurin och en annan med Albrekt Lindcreutz.

## David Leijels släktgren
David Leijel d ä (1621–1676) inkom med Jacob ovan år 1638 till Sverige där han liksom ovan blev handelsman i Stockholm innan han blev brukspatron på Älvkarleby bruk och Harnäs bruk. Han var gift med skotskan Catharina Honnon (1635–1670) i Gävle där hennes far Hans Honnon (1596–1651) var handelsman. Modern Anna Grubb anges av Gabriel Anrep vara av tysk börd. Hans äktenskap innebar att han blev svåger med Claes Depken (1627-1702). Han anlade Axmars järnbruk och ägde hälften av Älvkarleby och Harnäs, vilket övergick i helägarskap för hans ättlingar.
En son Johan Leijel var rådman och borgmästare i Stockholm och bruksägare, samt ärvde sina barnlösa kusiner. Gift med Carl Hisingers faster Margareta, fick han sonen Petter som var stadssekreterare i Stockholm, och Carl Leijel som blev bergmästare, och adopterades på den adliga ätten Leijel år 1773 på bibehållet namn och introducerades 1776 på samma nummer 1531. Denna ätt slöts med sergeanten Carl Leijel den yngre år 1799.
Johan Leijel hade en halvbror som hette David Leijel d y (1660–1727) som var bergmästare och assessor i Bergskollegium, och fick sedermera avsked med bergsråds titel. Han naturaliserades som svensk adelsman år 1716 på sitt gamla namn, och introducerades på nummer 1532. David Leijel var gift med Margareta Lundia. En ättling till dem var director musices Lars Fredrik von Leijel som var en av huvudpersonerna i musikprocessen år 1800. Hans sonson, apotekaren i Alingsås Fredrik Leijel (1813-1862), var den siste på svärdssidan som levde i Sverige. Ätten slocknade på spinnsidan år 1902 i Sverige. En manlig medlem av familjen emigrerade till England. Hans ättlingar lever nu i USA och Schweiz.